# Euanoma starcki
Euanoma starcki is een keversoort uit de familie kasteelkevers (Omalisidae). De wetenschappelijke naam van de soort werd in 1889 gepubliceerd door Edmund Reitter.